# Lijst van voetbalinterlands China - Ghana
Deze lijst van voetbalinterlands is een overzicht van alle officiële voetbalwedstrijden tussen de nationale teams van China en Ghana. De landen speelden tot op heden een keer tegen elkaar. Dat was een vriendschappelijke wedstrijd in Xi'an op 15 augustus 2012.

## Wedstrijden
| № | Plaats | Datum            | Competitie        | Wedstrijd     | Uitslag |
| - | ------ | ---------------- | ----------------- | ------------- | ------- |
| 1 | Xi'an  | 15 augustus 2012 | Vriendschappelijk | China – Ghana | 1 – 1   |

## Samenvatting
| Competitie        | Totaal gespeeld | Winst China | Gelijk | Winst Ghana | Doelsaldo China – Ghana |
| ----------------- | --------------- | ----------- | ------ | ----------- | ----------------------- |
| Vriendschappelijk | 1               | 0           | 1      | 0           | 1 − 1                   |
| Totaal            | 1               | 0           | 1      | 0           | 1 − 1                   |

Wedstrijden bepaald door strafschoppen worden, in lijn met de FIFA, als een gelijkspel gerekend.